# Aeroporto de Lien Khuong
O Aeroporto Internacional de Lien Khuong (IATA: DLI, ICAO: VVDL) (em vietnamita: Sân bay Quốc tế Liên Khương) situa-se em Da Lat, província de Lâm Đồng, ilha Tây Nguyên, Vietnã. É o maior dos quatro aeroportos que servem a província de Lam Dong, na região das Terras Altas do Centro vietnamita.

## Serviços
O novo terminal de passageiros foi inaugurado em 26 de dezembro de 2009. Com área total de 32 000 m², a edificação de dois pavimentos permite ao aeroporto Lien Khuong operar voos internacionais para Singapura, Coreia do Sul, Laos e Camboja. A capacidade do terminal é de 1,5-2 milhões de passageiros por ano.

## Linhas aéreas e destinos
- Vietnam Airlines - Aeroporto Internacional Noi Bai (Hanói)
- Vietnam Airlines - Aeroporto Internacional Tan Son Nhat (Cidade de Ho Chi Minh)
- Vietnam Airlines - Aeroporto Internacional Da Nang (Da Nang)